# 龐師古
龐師古（？—897年），初名從，曹州南華（今山東菏澤）人。唐末朱溫將領。
早年從黃巢為盜，後事朱溫甚謹，未嘗離開。後為裨將，屢從朱溫征戰，先後破黃巢、秦宗權，累有戰功。又代朱溫之子朱友裕領軍，下徐州，時溥自焚死，又破朱瑾於清河。累官至徐州節度使、檢校司徒。乾寧四年（897年）九月，朱全忠派遣龐師古與葛從周分統大軍，渡淮伐杨行密，希圖一舉削平淮南。龐軍屯于清口（今江蘇淮陰），葛從周率步騎萬人從霍丘（今屬安徽）渡淮河為西路，楊行密親自領兵迎戰，師古駐軍寨地低下，或曰：“營地汙下，不可久處。”师古不听，说非太祖之命不妄动，“師古恃眾輕敵，居常弈棋”。楊行密乘夜掘開河堤，淹其军，十一月初二，楊行密令朱瑾与淮南将领侯瓒率骑兵五千人襲擊龐師古，師古兵败死于阵中。葛從周退兵，至渒河，朱瑾又敗之，返京者不足千人，史稱“淮南之战”。